# Hans Buchner (Politiker)
Hans Buchner (* 17. März 1896 in Kaufering; † 1971) war ein nationalsozialistischer Autor, Redakteur und Wirtschaftsexperte. 

## Leben
Buchner studierte Philosophie sowie Volkswirtschaft und wurde 1922 in München zum Dr. phil. promoviert. Politisch betätigte er sich zunächst beim Deutschvölkischen Schutz- und Trutzbund. Er war seit 1923 Mitarbeiter und später Wirtschaftsredakteur beim Völkischen Beobachter. Er entwickelte wesentliche ökonomische Ideen des Ständestaates. Die Gründung des Reichsnährstands ging in diese Richtung. Am Hitlerputsch 1923 nahm das Parteimitglied (Alter Kämpfer seit Oktober 1922) im Kavalleriezug teil. Nach dem Parteiverbot trat er der NSDAP zum 4. Februar 1926 erneut bei (Mitgliedsnummer 30.014). 1933 war er Mitglied des Bayerischen Landtages. Im April 1933 wurde er Geschäftsführer der IHK München sowie verbeamtet und durch Gauleiter Wagner zugleich Gauamtsleiter und Gauwirtschaftsberater der NSDAP im Gau München-Oberbayern. 1933 wurde er Gründungsmitglied der Akademie für Deutsches Recht. 1934 wurde die deutsche Wirtschaft unter die Kontrolle der Reichswirtschaftskammer gestellt. Buchner wurde 1942 Gauhauptamtsleiter für Wirtschaft mit dem Dienstrang eines Oberbereichsleiters. Er war Inhaber des Goldenen Parteiabzeichens. Bei der Arisierung verhielt er sich zwar relativ passiv, aber nicht ablehnend.
Nach dem Ende des Zweiten Weltkrieges wurde Buchner auf Betreiben der amerikanischen Militärregierung Ende Juni 1945 aus dem Beamtenverhältnis entlassen. Danach suchte er erfolglos um Wiedereinstellung nach. Ende April 1948 wurde er durch die Spruchkammer Starnberg als Mitläufer entnazifiziert. Ab Anfang Februar 1951 wurde er durch die Industrie- und Handelskammer aufgrund von Arbeitsunfähigkeit finanziell unterstützt. Sein Antrag, Versorgungsbezüge als 131er zu erhalten, wurde im September 1954 abschlägig beschieden; weitere entsprechende Einsprüche und Anfechtungen seinerseits blieben erfolglos.

## Schriften
- Deutschlands Auszehrung von Versailles bis Genf, Eher, München 1926
- Die Dawesbahn, 1928
- Dämonen der Wirtschaft, 1928
- Die goldene Internationale. Vom Finanzkapital, Tributsystem und seinen Trägern, 1928
- Die sozialkapitalistischen Konsumvereine, 1929
- Grundriß einer nationalsozialistischen Volkswirtschaftstheorie, 1930
- Warenhauspolitik und Nationalsozialismus, 1931